# Christo Stoitsjkov
Christo Stoitsjkov Stoitsjkov, vaak geschreven als Hristo Stoichkov, (Bulgaars: Христо Стоичков Стоичков) (Plovdiv, 8 februari 1966) is een Bulgaars voetbaltrainer en voormalig voetballer. Bij FC Barcelona groeide Stoitsjkov uit tot een wereldster die deel uitmaakte van het legendarische Dream Team van Johan Cruijff.

## Carrière als profvoetballer

### Clubvoetbal
Stoitsjkov begon als profvoetballer bij Hebros Harmanli in 1982. Vanaf 1984 droeg de aanvaller het shirt van CSKA Sofia. In 1985 ontaardde de Bulgaarse bekerfinale tussen CSKA en aartsrivaal Levski Sofia in een grote vechtpartij. Stoitsjkov was een van de aanstichters en het Centraal Comité van de Communistische Partij legde hem een levenslange schorsing op. Stoitsjkov besloot elektricien te worden.
Na een jaar werd de schorsing alweer opgeheven en de Bulgaar kon weer doorgaan met profvoetbal bij CSKA. In vier seizoenen bij de club uit Sofia zou Stoitsjkov bijna tweehonderd keer scoren. Drie daarvan maakte hij in de dubbele ontmoeting tegen FC Barcelona in een Europese halve finale. Johan Cruijff was zeer onder de indruk van Stoitsjkov en hij haalde de aanvaller voor vier miljoen dollar naar Barcelona.
Bij de Catalaanse club groeide Stoitsjkov uit tot een wereldster. Stoitsjkov maakte deel uit van het zeer succesvolle Dream Team en de Bulgaar vormde eerst met Michael Laudrup en later met Romário een levensgevaarlijk duo in de spits. Stoitsjkov trof veelvuldig doel en hij was de schrik van menig verdediger, wat hem de bijnaam De Giftige Pijl opleverde. Hoogtepunt van zijn tijd bij Barça was de winst van de Europacup I in 1992.
In het seizoen 1995/96 speelde Stoitsjkov voor het Italiaanse Parma FC, maar na één jaar keerde hij weer terug naar FC Barcelona. Onder leiding van trainer Bobby Robson en samen met Ronaldo werd de Europacup II veroverd in 1997. Uiteindelijk vertrok Stoitsjkov na ruzie met Louis van Gaal in 1998.
Via het Arabische Al-Nassr en het Japanse Kashiwa Reysol, kwam de Bulgaar in de Verenigde Staten terecht. Daar speelde Stoitsjkov voor Chicago Fire (2000-2002) en DC United (2003). Eind 2003 beëindigde Stoitsjkov zijn loopbaan als profvoetballer. Vier jaar eerder werd hij tweede in de verkiezing van Bulgaars voetballer van de 20e eeuw, na Georgi Asparuhov.
| seizoen | club            | land             | competitie                    | wed. | goals |
| ------- | --------------- | ---------------- | ----------------------------- | ---- | ----- |
| 1982/83 | Hebros Harmanli | Bulgarije        | Professional A Football Group | 11   | 4     |
| 1983/84 | Hebros Harmanli | Bulgarije        | Professional A Football Group | 21   | 10    |
| 1984/85 | CSKA Sofia      | Bulgarije        | Professional A Football Group | 11   | 0     |
| 1985/86 | CSKA Sofia      | Bulgarije        | Professional A Football Group | 0    | 0     |
| 1986/87 | CSKA Sofia      | Bulgarije        | Professional A Football Group | 25   | 6     |
| 1987/88 | CSKA Sofia      | Bulgarije        | Professional A Football Group | 27   | 14    |
| 1988/89 | CSKA Sofia      | Bulgarije        | Professional A Football Group | 26   | 23    |
| 1989/90 | CSKA Sofia      | Bulgarije        | Professional A Football Group | 30   | 38    |
| 1990/91 | FC Barcelona    | Spanje           | Primera División              | 24   | 14    |
| 1991/92 | FC Barcelona    | Spanje           | Primera División              | 32   | 17    |
| 1992/93 | FC Barcelona    | Spanje           | Primera División              | 34   | 20    |
| 1993/94 | FC Barcelona    | Spanje           | Primera División              | 34   | 16    |
| 1994/95 | FC Barcelona    | Spanje           | Primera División              | 27   | 9     |
| 1995/96 | AC Parma        | Italië           | Serie A                       | 23   | 5     |
| 1996/97 | FC Barcelona    | Spanje           | Primera División              | 22   | 7     |
| 1997/98 | FC Barcelona    | Spanje           | Primera División              | 4    | 0     |
| 1997/98 | CSKA Sofia      | Bulgarije        | Professional A Football Group | 4    | 1     |
| 1997/98 | Al-Nassr        | Saoedi-Arabië    | Saudi Premier League          | 2    | 1     |
| 1998    | Kashiwa Reysol  | Japan            | J-League                      | 12   | 5     |
| 1999    | Kashiwa Reysol  | Japan            | J-League                      | 16   | 8     |
| 2000    | Chicago Fire    | Verenigde Staten | Major League Soccer           | 18   | 9     |
| 2001    | Chicago Fire    | Verenigde Staten | Major League Soccer           | 17   | 6     |
| 2002    | Chicago Fire    | Verenigde Staten | Major League Soccer           | 16   | 2     |
| 2003    | DC United       | Verenigde Staten | Major League Soccer           | 21   | 5     |

### Nationaal elftal
In 1994 speelde Stoitsjkov met Bulgarije het WK in de Verenigde Staten. De Bulgaren behalen de halve finale, maar worden daar uitgeschakeld door Roberto Baggio's Italië. Stoitsjkov werd wel topscorer van het toernooi met zes doelpunten, samen met de Rus Oleg Salenko. In 1994 werd Stoitsjkov bovendien verkozen tot Europees voetballer van het jaar.

## Erelijst
| Competitie                          |            |                                    |            |            |
| Competitie                          | Aantal     | Jaren                              |            |            |
| CSKA Sofia                          | CSKA Sofia | CSKA Sofia                         | CSKA Sofia | CSKA Sofia |
| ----------------------------------- | ---------- | ---------------------------------- | ---------- | ---------- |
| Parva Liga                          | 3x         | 1986/87, 1988/89, 1989/90          |            |            |
| Beker van Bulgarije                 | 4x         | 1984/85, 1986/87, 1987/88, 1988/89 |            |            |
| Bulgaarse Supercup                  | 1x         | 1989                               |            |            |
| FC Barcelona                        |            |                                    |            |            |
| Internationaal                      |            |                                    |            |            |
| Europacup I                         | 1x         | 1991/92                            |            |            |
| Europacup II                        | 1x         | 1996/97                            |            |            |
| Europese Supercup/UEFA Super Cup    | 2x         | 1992, 1997                         |            |            |
| Nationaal                           |            |                                    |            |            |
| Primera División                    | 4x         | 1990/91, 1991/92, 1992/93, 1993/94 |            |            |
| Copa del Rey                        | 1x         | 1996/97                            |            |            |
| Supercopa de España                 | 4x         | 1991, 1992, 1994, 1996             |            |            |
| Al-Nassr                            |            |                                    |            |            |
| Internationaal                      |            |                                    |            |            |
| Aziatische beker voor bekerwinnaars | 1x         | 1998                               |            |            |
| Chicago Fire                        |            |                                    |            |            |
| Lamar Hunt US Open Cup              | 1x         | 2000                               |            |            |

## Trainersloopbaan
Nadat Stoitsjkov in 2003 zijn loopbaan als profvoetballer had beëindigd, keerde hij terug naar FC Barcelona waar hij tijdelijk de jeugd ging trainen. Sinds de zomer van 2004 was Stoitsjkov bondscoach van Bulgarije. In december 2005 werd hij voor vier duels geschorst door de wereldvoetbalbond FIFA en kreeg hij een geldboete van dertienduizend euro opgelegd. Reden was zijn uitval tegen de Zweedse UEFA-president Lennart Johansson, die volgens de Bulgaar de uitslag van het WK-kwalificatieduel tussen Bulgarije en Zweden (0-3) zou hebben gemanipuleerd. Na aanhoudende kritiek op de prestaties van het Bulgaars elftal, dat onder meer kwalificatie voor het WK 2006 misliep, nam Stoitsjkov op 10 april 2007 ontslag als bondscoach. Dezelfde dag nog tekende hij bij de Spaanse club Celta de Vigo als vervanger van Fernando Vázquez. Stoitsjkov kon de degradatie van de club naar de Segunda División A echter niet voorkomen. Na de degradatie van Celta bleef de Bulgaar aanvankelijk bij de club, maar na zeven speelrondes in de Segunda A werd hij alsnog ontslagen toen Celta de Vigo op een teleurstellende elfde plaats stond.
In 2009 vervolgde Stoitsjkov zijn trainersloopbaan in Zuid-Afrika bij Mamelodi Sundowns waar hij de ontslagen Henri Michel opvolgde. Hij tekende een contract voor twee jaar bij de club uit Pretoria.

## Karakter
Stoitsjkov staat bekend om zijn vurige karakter. Hij is solidair, warmbloedig en genereus voor zijn naasten, maar onuitstaanbaar, wild en impulsief voor anderen. Voorbeelden van zijn solidariteit en zijn uitspattingen zijn legio. Toen de Bulgaarse international Ljoeboslav Penev in Valencia behandeld moest worden voor teelbalkanker, was Stoitsjkov vaak aanwezig om zijn landgenoot te steunen. Toen de vader van Romário in 1994 werd ontvoerd, week Stoitsjkov geen minuut van de zijde van zijn Braziliaanse ploeggenoot. Hij ging zelfs op de vuist met een aantal journalisten die iets te opdringerig waren.
In 2003 liet Stoitsjkov zijn liefde voor FC Barcelona en zijn afkeer van Real Madrid nog eens blijken toen Barça op trainingskamp was in de Verenigde Staten. De Bulgaar speelde op dat moment voor DC United en bezocht de training van zijn voormalige club. Bij de training kreeg hij een woedeaanval, toen hij een jongen, die eveneens rondom het trainingsveld stond, in het shirt van Real Madrid zag staan. Stoitsjkov viel tegen de jongen uit en stuurde hem weg. Later bleek dat deze jongen geenszins wilde provoceren met zijn Real-shirt en blijkbaar niet op de hoogte was van de enorme vijandigheid tussen de Spaanse aartsrivalen.